# Guelfi bianchi e neri
I guelfi bianchi e i guelfi neri furono le due fazioni in cui si opposero, intorno alla fine del XIII secolo i guelfi di Pistoia prima e successivamente quelli di Firenze, divenuti il partito egemonico in città dopo la cacciata dei ghibellini. 
Le due fazioni lottavano per l'egemonia politica, e quindi economica, in città. A livello della situazione extracittadina, seppur entrambe sostenitrici del papa, erano opposte per carattere politico, ideologico ed economico. 
I guelfi bianchi, favorevoli alla signoria, erano un gruppo di famiglie aperte alle forze popolari, perseguivano l'indipendenza politica ed erano fautori di una politica di maggior autonomia nei confronti del pontefice, rifiutandone l'ingerenza nel governo della città e nelle decisioni di varia natura. 
I guelfi neri, invece, che rappresentavano soprattutto gli interessi delle famiglie più ricche di Firenze, erano strettamente legati al papa per interessi economici e ne ammettevano il pieno controllo negli affari interni di Firenze, incoraggiando anche l'espansione dell'autorità pontificia in tutta la Toscana.
La rivalità tra i guelfi bianchi e i guelfi neri fu al centro della vita sociale e politica, tra la fine del XIII secolo e il primo decennio del Trecento a Firenze, a Pistoia e in altre città della Toscana. Episodi storici legati ai contrasti nati all'interno del partito guelfo sono ampiamente trattati nella Divina Commedia, che proprio in quegli anni veniva scritta da Dante Alighieri.

## Bianchi e neri a Pistoia
(Dino Compagni, Cronica delle cose occorrenti ne' tempi suoi, Libro I, 25)

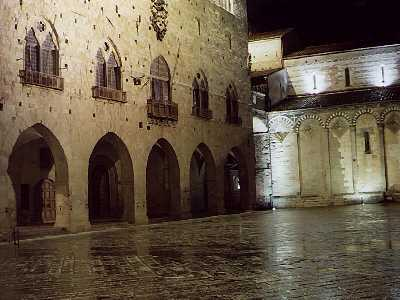
Scorcio del centro medievale di Pistoia

Secondo un racconto del cronista storico Giovanni Villani, suffragato anche da altre testimonianze come Dino Compagni, è a Pistoia che si formarono per la prima volta le due fazioni nel partito guelfo. Era nata infatti una lite tra i figli di primo e secondo letto di un Cancellieri definiti «bianchi» e «neri» per il colore dei capelli, essendo quelli di primo letto più anziani.
L'Anonimo Pistoiese, nelle Istorie Pistolesi riportò che lo scontro avvenne tra Carlino di messer Gualfredi di parte Bianca e Dore di messer Guiglielmo di parte nera. Le due fazioni presto spaccarono a metà la città, con le cariche di governo che venivano ormai elette a metà tra un partito e l'altro, a sancire la definitiva esistenza degli schieramenti. La situazione pistoiese era ben nota ai fiorentini, che vi inviavano da tempo un podestà a guidare la città, e che spesso cercavano di avvantaggiarsi da questa situazione di debolezza, intascando denari tramite magistrati poco scrupolosi, che con leggerezza assegnavano multe per le frequenti discordie, sulle cui ammende pecuniarie per legge avevano diritto ad una percentuale.
A capo della fazione dei neri c'era Simone da Pantano, amico di Corso Donati, mentre a capo dei bianchi c'era Schiatta Amati, imparentato con i Cerchi di Firenze. Entrambi erano esponenti della famiglia Cancellieri.
I contendenti o i litigiosi della famiglia che avevano creato disordini in città tra il 1294 e il 1296 vennero esiliati nella vicina città di Firenze dove gli uni, i bianchi, troveranno l'appoggio della famiglia dei Cerchi e gli altri, i neri, della famiglia dei Donati. Successivamente questa divisione, tra chi pur difendendo il Pontefice non precludeva il ritorno o la necessità dell'imperatore (cioè i guelfi bianchi) e chi invece trovava indispensabile che il governo dovesse essere affidato al Papa perché "misso domenici" (mandato dal Signore), si fece sempre più aspra fino a che si arrivò allo scontro nella città di Firenze che fu vinto dai neri con il conseguente esilio di tutti i guelfi bianchi tra cui Dante Alighieri.

## Cerchi e Donati a Firenze

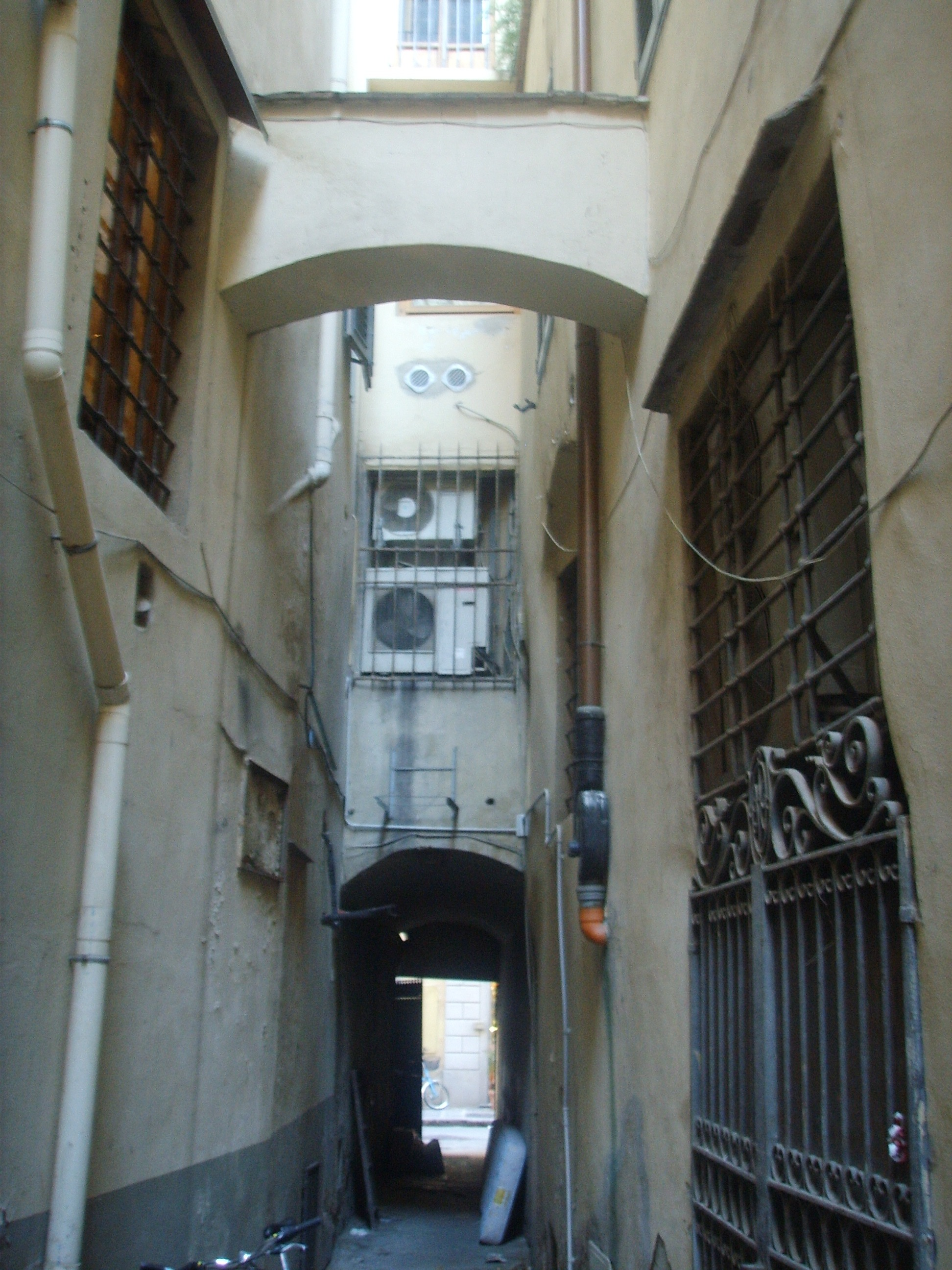
Il vicolo dello Scandalo

Dopo la cacciata dei ghibellini dalla città e la loro definitiva sconfitta nella Battaglia di Campaldino (1289), si auspicava un periodo di pace per la città di Firenze, ma le rivalità, prima a livello semplicemente personale e poi familiare, si estesero gradualmente a tutta la città, dando vita a una nuova divisione, quella fra guelfi bianchi e neri, capitanati rispettivamente dalle famiglie dei Cerchi e dei Donati.
A Firenze i due schieramenti nacquero gradualmente a partire da alcuni litigi familiari causati da questioni di vicinato: i Cerchi, mercanti di recente ricchezza (Dante li chiama la parte selvaggia cioè campagnola) avevano comprato alcune case, già dei Conti Guidi, accanto a quelle degli orgogliosi Donati ed erano nati alcuni dissidi legati ai più vari motivi di convivenza. Le odierne Torre dei Cerchi e Torre dei Donati a Firenze ci possono dare un'idea di dove si trovassero gli edifici familiari, anche se in antico i possedimenti di ciascuna famiglia erano estesi a molti più edifici confinanti. I rispettivi capifamiglia erano Vieri de' Cerchi e Corso Donati. Il cosiddetto vicolo dello Scandalo, un tortuoso vicoletto che serpeggia tra il Corso e Via degli Alighieri, fu creato nel Trecento proprio per dividere le proprietà delle due fazioni, quando nel momento di maggior astio si arrivò a minacciare di buttare giù i muri interni delle case per assaltare i nemici di notte.
La nascita di conflitti era favorita anche da un sistema giudiziario facilmente corruttibile e sprovvisto di solide leggi con le quali dirimere le controversie. Dino Compagni racconta di vari episodi che avevano come colpevole Corso Donati e il suo clan, ma attraverso la corruzione dei giudici essi riuscivano sempre a farla franca.

### La nascita delle fazioni e lo scoppio delle violenze
All'inizio del Trecento questa rivalità si estese gradualmente e "a poco a poco tutti trascinò seco, anche i religiosi, anche le donne" (Isidoro Del Lungo 1112:123). Questo era dovuto al sistema delle cosiddette consorterie, cioè affiliazioni (clan) di famiglie alleate che condividevano politiche comuni, come era già successo all'epoca dei Buondelmonti e Amidei, che avevano portato alla divisione tra guelfi e ghibellini.
L'aumento della violenza tra le due fazioni fiorentine è ben narrata in tutte le cronache cittadine, da quella di Dino Compagni a quella di Giovanni Villani, per essere poi trasposta in più canti della Divina Commedia di Dante.
Dalla semplice invidia per chi avesse la torre più alta (i più ricchi Cerchi, rispetto ai più antichi Donati o ai loro alleati Pazzi), si passò a una serie di screzi e di maldicenze reciproche. Corso Donati, rimasto da poco vedovo si risposò con Tessa Ubertini (1296), parente dei Cerchi, ma negò alla famiglia di lei alcuna parte su un'eredità che spettava alla donna, nonostante il ricorso alla magistratura dei Cerchi. Essi ne ebbero molto a male e questo fatto di soldi fu il primo screzio in assoluto tra le due parti.

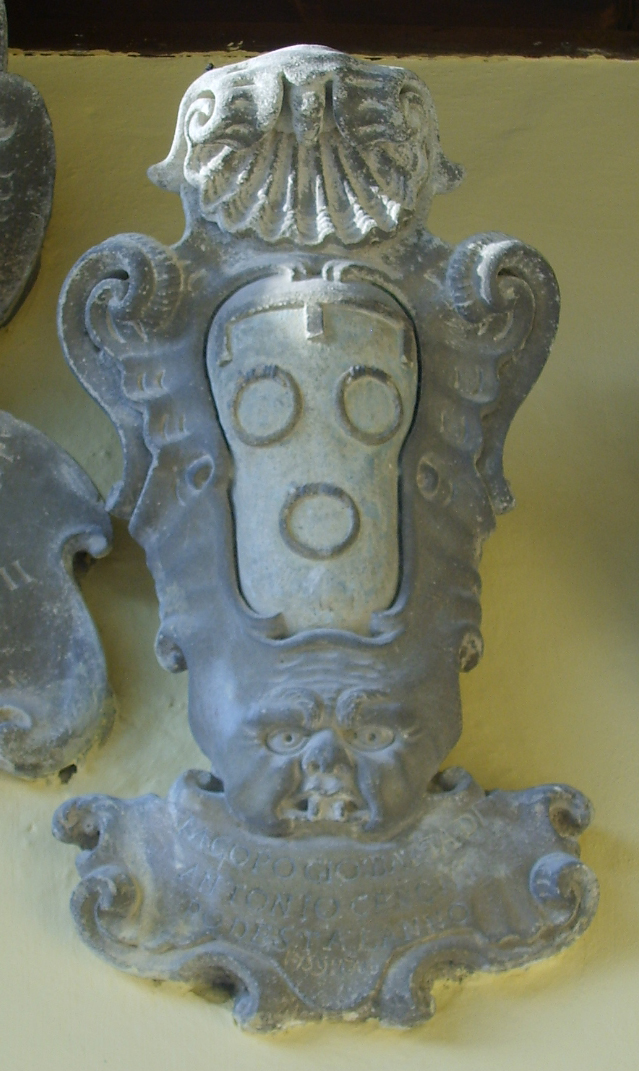
Stemma dei Cerchi, dal palazzo Pretorio di Fiesole

Un secondo episodio è quello di una zuffa tra alcuni giovani membri delle famiglie, probabilmente solo adolescenti: poiché nessuna delle due parti volle pagare la multa pecuniaria per il disordine, essi vennero trattenuti nel Palazzo del Podestà (il Bargello), dove però ai Cerchi vennero somministrati dei migliacci avvelenati, che fecero star male chi li mangiò, e sei persone ne morirono (quattro Cerchi, un Portinari e un Bronti), maleficio del quale venne accusato Corso Donati, ma non fu provata la sua colpevolezza (1298). Dopo questo episodio i Cerchi si allontanarono dalle riunioni della Parte guelfa, dando vita a una specie di contro-schieramento, con il quale iniziarono a essere solidali molti cittadini (Lapo Saltarelli, Donato Ristori e numerosi popolani), indignati dal comportamento dei Donati.
Il terzo episodio di rilievo si ebbe in occasione di una cerimonia funebre per la sepoltura di una donna avvenuta in Oltrarno in piazza de' Frescobaldi, vicino al primitivo Ponte di Santa Trinita (probabilmente gennaio 1297). I fatti sono egregiamente descritti dal Compagni:
(Libro I, XX)
Lo scontro vero e proprio fu evitato per l'intervento di altri uomini che bloccarono i tumultuanti, ma la sera numerosi cittadini si riunirono sotto le case dei Cerchi offrendosi di andare a punire i Donati dell'affronto. Essi si rifiutarono categoricamente di ricorrere alle armi. La pacificità dei Cerchi (indicata come viltà da Dante) sarà il leitmotiv di tutta la storia, rifiutando sempre essi di provocare quel colpo di mano che gli avrebbe assicurato una (forse) facile vittoria per la grande maggioranza di cittadini a loro solidali e alleati. Piuttosto i Cerchi vantavano come minaccia il fatto di avere alleati a Pisa e a Arezzo, che avrebbero potuto muovere contro Firenze. Si trattava di città ghibelline e vantare un'alleanza con i ghibellini poteva essere però un'arma a doppio taglio.
Infatti la notizia della simpatia tra Cerchi e ghibellini non tardò ad arrivare alle orecchie di Bonifacio VIII, il quale però ancora non aveva preso parte nello schieramento ("tal che testé piaggia" dice Dante su Bonifacio in Inf VI 69, cioè colui che ora, nell'anno 1300, si tiene in bilico). Bonifacio VIII aveva infatti molti interessi in Firenze, essendo il centro finanziario più importante della penisola e dovendo ai capitali fiorentini il finanziamento delle sue attività. Egli mandò un paciere a Firenze, il cardinale Matteo d'Acquasparta (giugno 1300), il quale però se ne ripartì presto perché le parti non gli diedero delega per prendere decisioni. Il cardinale si stabilì allora a Lucca.
Nel frattempo il Consiglio dei Cento, nel quale sedevano anche Dino Compagni e Dante Alighieri in qualità di priori, prese la decisione di confinare i capi delle due fazioni nel tentativo di freddare gli animi. La disposizione, vedremo presto, che non ebbe alcun esito, e lo stesso Dante faceva risalire proprio a questo suo intervento nel governo la sua rovina, poiché in questa occasione si era attirato le rimostranze sia dei nemici che degli amici.
I capi donateschi vennero mandati a Castel della Pieve (vicino a Urbino) e furono Corso Donati e suo fratello Sinibaldo, Rosso e Rossellino Della Tosa, Pazzino e Giacchinotto de' Pazzi, Geri Spini e Porco Ranieri. La parte dei Cerchi fu spedita all'estremo opposto della Toscana, a Sarzana. Vennero confinati Gentile, Torrigiano e Carbone de' Cerchi, Guido Cavalcanti, Baschieri della Tosa, Baldinaccio Adimari e Naldo dei Gherardini di Montagliari.
I Donati però furbescamente attesero che i capi avversari partissero e si rifiutarono di lasciare a loro volta la città. In quel momento critico, durante il quale avrebbero con facilità preso la signoria, il Cardinale d'Acquasparta marciò su Firenze in aiuto dei Donati con l'esercito lucchese. La sua avanzata fu subito bloccata con la diplomazia ed egli entrò in città ma senza esercito. Qui si palesò che come paciere egli era in verità incaricato di favorire la parte dei Donati, il che scatenò un certo malcontento verso la sua figura falsamente neutrale. Partì dalla città poco dopo per non rimettervi più piede.

### I fatti di sangue di Calendimaggio
L'inizio della lotta armata vera e propria si ebbe per causa di una zuffa tra giovani esponenti delle due casate.
Il 1º maggio (Calendimaggio) del 1300, nacque una baruffa tra i componenti delle due famiglie in piazza Santa Trinita. Durante la lotta armata Ricoverino de' Cerchi ebbe il naso tagliato via da un donatesco, forse Piero Spini, forse uno dei Pazzi. Questo fu il primo fatto di sangue dello scontro.
(Dino Compagni, Cronica, Libro 1, XXII)
Dopo questo episodio Corso Donati e altri ruppero il confino andandosene a Roma a pregare il papa Bonifacio VIII di intervenire perché ormai si erano formate due fazioni in lotta una delle quali, quella cerchiesca si era alleata con i ghibellini. Il papa convocò a Roma Vieri de' Cerchi per farsi dare spiegazioni, ed egli si recò diligentemente riferendo come la sua fede guelfa fosse salda, ma come non fosse possibile riappacificarsi con l'altro partito. I Cerchi confinati, con il sostegno di Lotteringo Gherardini tornarono allora in città e poco dopo seguirono anche i capi dei Donati. Lo stesso autunno Bonifacio VIII nominò Carlo di Valois, fratello di Filippo il Bello di Francia, Paciaro di Toscana, una carica non ben definita e che molti giudicarono come minacciosa.
In quel periodo giunsero a Firenze anche gli esiliati di parte nera di Pistoia, da allora alleati dei Donati fiorentini, e d’ora in poi le due fazioni si chiamarono dei bianchi e neri.
La linea politica dei neri si sviluppò sempre più chiaramente come di stampo elitario, filopapale, espressione della nuova nobiltà mercantile e cittadina, mentre i bianchi, nelle cui file militavano Dante Alighieri e Petracco, il padre di Francesco Petrarca, erano più vicini al popolo e con una visione politica più equidistante tra il papato e l'Impero. In buona sostanza, guardando anche ai fatti economici, i neri ritenevano che pur di poter mettere le mani sulla gestione delle finanze pontificie, privilegio che allora e nel secolo a venire era riservato ai banchieri fiorentini, qualsiasi ingerenza papale era ben accetta, mentre i bianchi ritenevano necessario innanzitutto il mantenimento delle libertà e della struttura repubblicana e quindi, anche il mantenimento delle prerogative della più antica nobiltà signorile e feudale. Non a caso tra i bianchi militavano esponenti di famiglie feudali come i Gherardini di Montagliari, che per l'ultima volta, tentarono di opporsi alla nascita di una Firenze "comunale".

### L'esilio dei neri

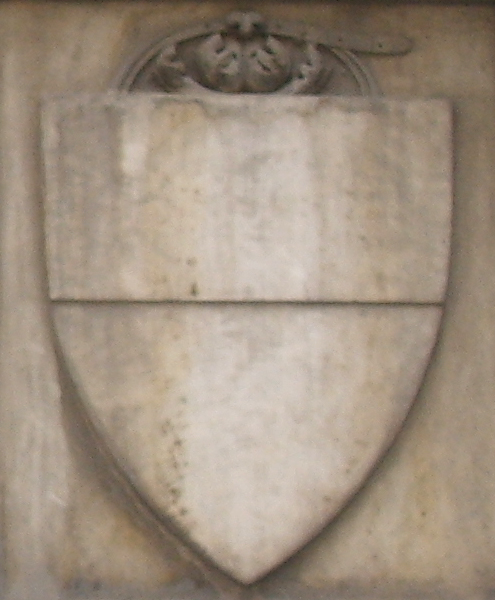
Stemma Donati, da Santa Maria Novella

I Donati vennero scoperti di aver tramato di eliminare la parte bianca in un consiglio segreto tenutosi in Santa Trinita (giugno 1301). Una volta scoperto il cosiddetto Consiglio di Santa Trinita (vi era implicato anche Simone de' Bardi, marito di Beatrice Portinari), i neri vennero puniti duramente, con l'esilio dei capi della fazione, multe e confische. È la fugace vittoria dei bianchi citata da Dante nella profezia di Ciacco:
verranno al sangue, e la parte selvaggia
caccerà l'altra con molta offensione.»
(Inferno VI, 64-66)
Arrivati alla corte pontificia, sicuri di essere accolti dal Papa e dai numerosi istituti di credito nelle loro mani che operavano proficuamente a Roma, i neri raccontarono a Bonifacio della loro sconfitta e questi per tutta risposta fece intervenire Carlo di Valois in città, nonostante la famosa ambasceria dei Cerchieschi, nella quale figurava come ambasciatore Dante Alighieri, assieme a Maso Minerbetti e il Corazza da Signa.

### L'intervento di Carlo di Valois e l'esilio dei bianchi
Il principe francese si trovava a Firenze dal 1º novembre 1301, in una visita di cortesia mascherata, che generava molta inquietudine nei fiorentini. Vi era entrato in pompa magna, con cavalli e fanti di picche, con l'intento ufficiale di riportare la pace tra le fazioni in lotta in nome del papa, e giurando solennemente di non arrecare danno alla città e alle sue istituzioni per nessuna ragione. Molti sono gli aneddoti che riporta il Compagni, come quello secondo il quale Carlo invitò i priori presso la sua residenza nelle case dei Frescobaldi: essi tuttavia ebbero sospetto e solo tre andarono, i quali, una volta lì, si resero conto loro malgrado di non essere desiderati e che l'invito era stato forse solo un maldestro tentativo di imprigionarli tutti.
Il Valois iniziò tuttavia a promulgare leggi dure e richiese il pagamento di tributi per la sovvenzione della sua milizia. Egli aveva inoltre provveduto a nominare alla suprema magistratura fiorentina, quella di podestà, Cante Gabrielli da Gubbio, uomo fedele alla Chiesa e ai disegni politici di Bonifacio VIII (9 novembre 1301).
La progressiva occupazione del potere fece sì che non ci furono reazioni quando i Donati iniziarono a rientrare in città alla spicciolata, non solo violando la disposizione dell'esilio, ma dandosi a saccheggi, omicidi e altre efferatezze.
Carlo di Valois si risolse anche all'utilizzo di stratagemmi, con lo scopo di eliminare gli elementi a lui ostili, come in occasione della scoperta di un documento che avrebbe provato l'esistenza di una congiura contro la sua persona (1302). Questo documento, tuttora esistente nell'Archivio di Stato, è rappresentato da un atto notarile stipulato tra i Cerchi, i Gherardini e la Repubblica di Siena: tuttavia non è mai stato chiarito se si trattasse di un originale o di una messinscena architettata dai neri, come piuttosto sembrerebbe. Fatto sta, che quella fu la scusa anche per sradicare dal contado le ultime frange della nobiltà signorile e di fatto, con la distruzione del castello di Montagliari, finì l'epoca feudale in Toscana.
All'ottobre 1302 il potere era ormai in mano ai neri che si erano insediati in tutti gli uffici governativi con l'appoggio del papa e del Valois. Al 30 giugno 1302, termine della sua podesteria, Cante Gabrielli si era reso responsabile di 170 condanne a morte e dell'espulsione di circa seicento cittadini della fazione dei bianchi.

### Avvicinamento tra guelfi bianchi e ghibellini

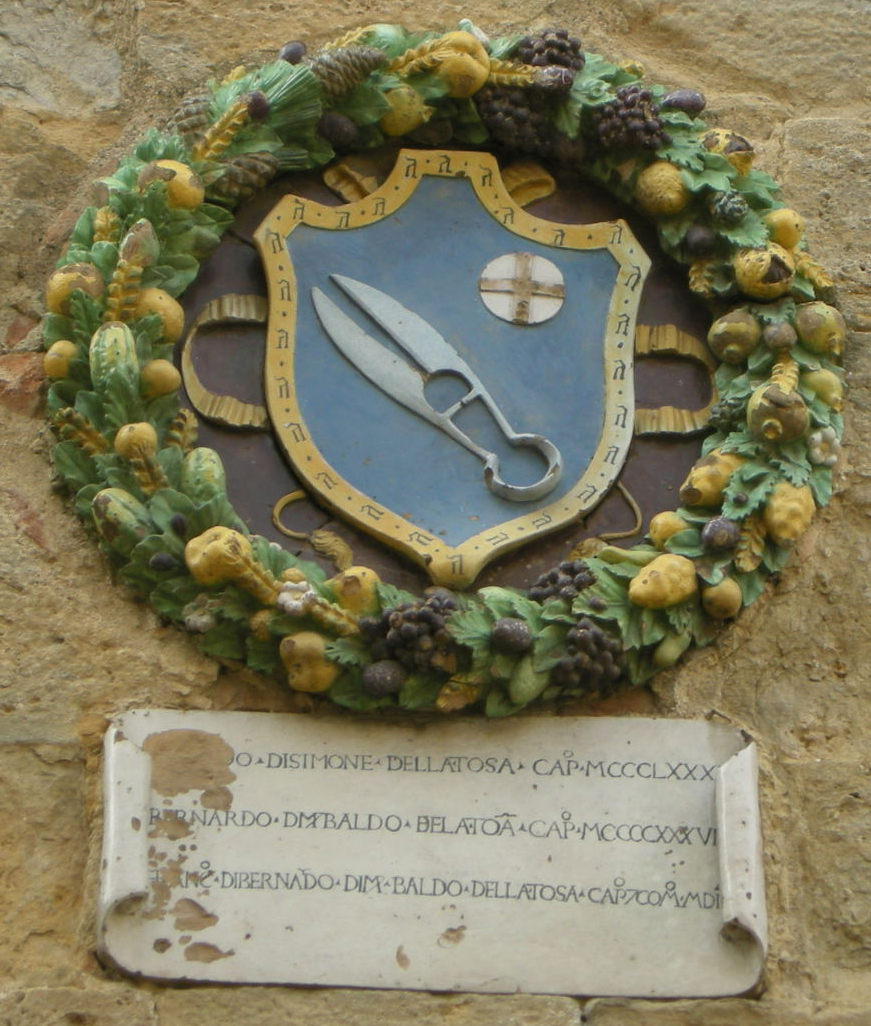
Stemma dei Della Tosa (dal palazzo dei Priori di Volterra)

La cacciata da Firenze, con l'esperienza dell'esilio ed i tentativi di rientrare in città con la forza, spinse i guelfi bianchi a cercare l'appoggio del partito ghibellino, come prova ad esempio la battaglia (1303) presso Castel Puliciano, che vide i fuoriusciti fiorentini uniti ai ghibellini di Scarpetta Ordelaffi, signore di Forlì, presso cui Dante si era rifugiato, quell'anno, ricevendone la qualifica di segretario. Ecco come introduce l'episodio Dino Compagni: «La terza disaventura ebbono i Bianchi e Ghibellini (la quale gli accomunò, e i due nomi si ridussono in uno) per questa cagione: che essendo Folcieri da Calvoli podestà di Firenze, i Bianchi chiamorono Scarpetta degli Ordalaffi loro capitano, uomo giovane e temperato, nemico di Folcieri».
I due, in effetti, erano già avversari in patria, a Forlì, dove prevalse il partito degli Ordelaffi. Ma, nella battaglia in questione, il vincitore fu Fulcieri.

### Tosinghi e Donateschi
Dopo la cacciata dei bianchi, i conflitti cittadini si quietarono ma solo per poco: Rosso della Tosa e Corso Donati, entrambi guelfi neri, si scontrarono l'un l'altro per il governo della città, dando origine ancora a due nuove fazioni, dei "tosinghi" e dei "donateschi". Per esempio nel 1301 i Tosinghi erano riusciti a imporre il loro controllo sulla diocesi con il vescovo loro congiunto Lottieri della Tosa. A questo Corso aveva risposto prima alleandosi coi Cavalcanti (che ebbero le proprie case incendiate a causa di questa alleanza), poi, alcuni anni dopo, arrivando a cercare alleanza tra i fuorusciti ghibellini, destando le ire della fazione dei Tosinghi, che nel 1308 cercarono di assassinarlo, riuscendoci dopo una tumultuosa giornata (ricordata da Dante in Purgatorio, Canto XXIV, v. 79-87), che vide anche il saccheggio e l'incendio delle case di Corso.
Dopo questo ennesimo episodio di violenza e la cacciata dei Donateschi, la città iniziò a normalizzare la propria vita politica e sociale, mentre nuove famiglie stavano sorgendo all'orizzonte.
I guelfi fiorentini subirono sconfitte nella battaglia di Montecatini del 1315 e nella battaglia di Altopascio del 1325, entrambe contro le forze ghibelline.

### Famiglie bianche e nere a Pistoia e a Firenze
| Guelfi bianchi - Cancellieri (una parte) - Cerchi - Adimari (una parte) - Alighieri - Amuniti - Angiolieri - Cavalcanti - Della Tosa (una parte) - Corsini (una parte) - Falconieri - Fiorini - Gherardini - Mozzi - Orlandini - Ruffoli - Scali - Salterelli - Simonetti - Castracani - Quartigiani - Panciatichi | Guelfi neri - Cancellieri (una parte) - Donati - Adimari (una parte) - Bardi - Bordoni - Cerretani - Della Tosa (una parte) - Franceschi - Frescobaldi - Gianfigliazzi - Pazzi - Rinaldi - Rossi - Tornaquinci (poi Tornabuoni) - Spini - Corsini (una parte) |